# Mario Opazo
Mario Opazo (Tomé, 1969)  es un artista colombo chileno de video, instalación y performance y se convirtió en un exiliado político después de que Pinochet llegara al poder.

## Trayectoria
Opazo fue uno de varios artistas que exhibieron en la exhibición del Istituto Italo-Latino Americano en el Palazzo Zenobio en la Bienal de Venecia de 2007. El trabajo de Mario Opazo está representado en las colecciones del Museo Extremeño e Iberoamericano de Arte Contemporáneo (MEIAC) en Badajoz y el Museo de Arte Latinoamericano (MOLAA) en Long Beach, CA.
Ha recibido importantes premios y nominaciones a lo largo de su trayectoria como la nominación a la Beca Guggenheim por Paulo Bruscky en el año 2000 además de, entre otros premios, el 1er Premio en el 36º Salón Nacional de Artistas en Colombia, el célebre Premio Luis Caballero en el 2010, el Premio al Arte Latinoamericano en el MOLAA de Los Ángeles EE.UU, el 1er Premio en el salón de Arte Joven, el 1er Premio en el I Salón de Arte Bidimensional ambos comenzando su carrera en Colombia, el 1er Premio en el Salón Kent Explora de la British American Tobacco, el “Premio Monumento a la Paz” emplazado en la Sede principal de la ONU en NYC (este monumento conmemora los acuerdos de paz que marcan el fin del conflicto armado en Colombia entre las FARC y el estado colombiano, fue realizado con la munición que entregó el grupo guerrillero al entregar las armas al gobierno) and Museum of Latin American Art (MOLAA) in Long Beach, CA.
El Ministerio de Cultura de Colombia en el año 2012 confió a la Profesora y Curadora Natalia Gutiérrez la escritura del libro “MARIO OPAZO, Trayectoria 1969-2013” dedicado a su producción artística, así mismo su trabajo ha sido incluido en los libros “PLATFORM, 70 Young visual artist from Asia and Latin América” escrito y editado por Joris Escher y Martijn Kielstra, “TRANSPOLÍTICO, arte en Colombia 1992-2012” escrito por los reconocidos curadores José Roca y Sylvia Suárez, “LA VULNÉRABILITÉ DU MONDE” editado por los profesores Matthieu de Nanteuil y Leopoldo Manera “HAGAMOS LAS PACES, narrar la guerra desde el arte para construir la paz” editado por Marie Estripeaut-Bourjac, entre otros. Así mismo, de su autoría se han publicado los libros: “El perro estúpido y las fotos que nunca hice” en el 2008.